# Des souris et des hommes (film, 1939)
Pour les articles homonymes, voir Des souris et des hommes (homonymie).
Pour plus de détails, voir Fiche technique et Distribution.
Des souris et des hommes (Of Mice and Men) est un film américain réalisé par Lewis Milestone, sorti en 1939.
Le film est une adaptation du roman de John Steinbeck publié en 1937. Il a obtenu une nomination aux Oscars en 1940 pour le titre de Meilleur film.

## Synopsis
L'histoire de Lennie, colosse innocent, et de George, deux ouvriers migrants liés par une solide amitié, sillonnant les routes de Californie à la recherche d'un travail. Dans l'espoir de se faire un peu d'argent pour pouvoir à eux deux réaliser leur rêve : s'acheter une petite ferme.
Arrivés dans un ranch tout va alors basculer...

## Fiche technique
- Titre original : Of Mice and Men
- Réalisateur : Lewis Milestone
- Scénario : Eugene Solow, d'après l'œuvre de John Steinbeck
- Distribution : United Artists
- Langue : anglais
- Photographie : Norbert Brodine
- Film en noir et blanc
- Musique : Aaron Copland
- Montage : Bert Jordan
- Productions : Lewis Milestone
  - Producteur associé: Frank Ross
- Durée : 106 minutes
- Sortie : 1939
- Affiche : René Péron (France)

## Distribution
- Burgess Meredith : George Milton
- Betty Field : Mae Jackson, la femme de Curley
- Lon Chaney Jr. : Lennie Small
- Charles Bickford : Slim, le chef d'équipe de la ferme Jackson
- Roman Bohnen : Candy
- Bob Steele : Curley Jackson
- Noah Beery Jr. : Whit
- Oscar O'Shea : Mr. Jackson
- Granville Bates : Carlson
- Leigh Whipper : Crooks
- Helen Lynd : Susie, la fille au bar
- Leona Roberts : Tante Clara